# 오지구
오지구(王子区)는 도쿄부 도쿄시에 설치되었던 구이다. 현재의 도쿄도 기타구 북부에 해당한다.

## 역사
- 1932년 10월 1일, 기타토시마군 전역이 도쿄시에 편입되면서 오지정, 이와부치정 구역에 오지구를 설치.
- 1943년 7월 1일, 도쿄도제 시행으로 도쿄도 오지구가 됨.
- 1947년 3월 15일, 특별구로 이행하면서 다키노가와구와 오지구 구역을 합쳐 기타구를 설치함.